# Lewinów

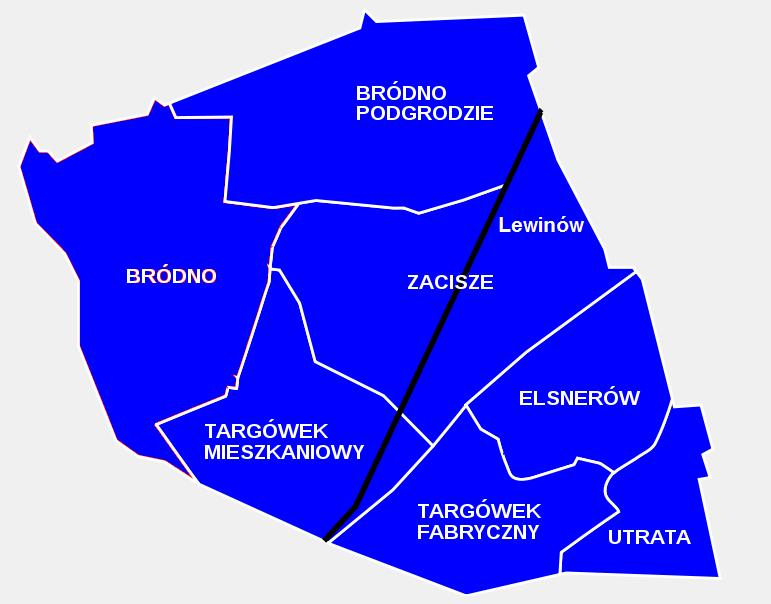
Lewinów na tle obecnego podziału MSI

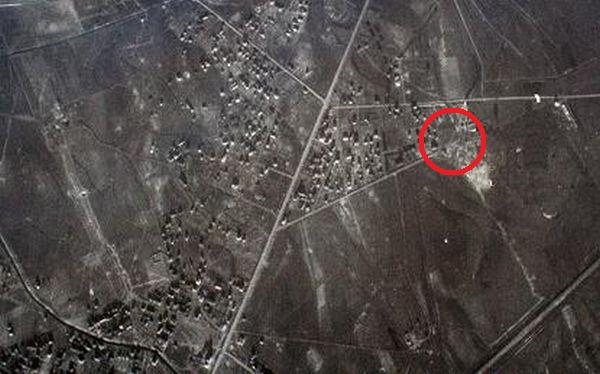
Zdjęcie Zacisza z 1945, w czerwonym kółku Lewinów

Lewinów – osiedle w warszawskiej dzielnicy Targówek, niekiedy traktowane jako część osiedla Zacisze.

## Opis
Lokalizowany na mapach pomiędzy ulicami Radzymińską a Łodygową i północno-wschodnią granicą Warszawy oraz w okolicach ulicy Lewinowskiej. W Miejskim Systemie Informacji Lewinów zaliczono do obszaru Zacisze.
W przeszłości pomiędzy obecnymi ulicami Lewinowską a Łodygową istniał folwark Lewinów. Centrum tego obszaru znajdowało się w miejscu obecnego skrzyżowania ulic Potulickiej z Lewinowską. Folwark przed II wojną światową słynął z ogrodów i parku. W połowie XIX wieku na miejscu, w którym powstał, znajdowała się fabryka konserw namiestnika rosyjskiego imperatora.
Na terenie Lewinowa znajdował się również fort Lewinów – element zewnętrznego pierścienia Twierdzy Warszawa. Obecnie w tym miejscu znajduje się kompleks ogródków działkowych.